# My Friend
My Friend – utwór chorwackiego piosenkarza Jacques’a Houdeka, który został wydany jako singiel 2 marca 2017 roku. Piosenkę napisał sam artysta, a także Tony Roberth Malm i Siniša Reljić (muzyka) oraz Arjana Kunštek, Fabrizio Laucella i Ines Prajo (tekst).
Utwór reprezentował Chorwację w 62. Konkursie Piosenki Eurowizji organizowanym w Kijowie. 11 maja piosenka została zaprezentowana w drugim półfinale konkursu jako jedenasta w kolejności i zakwalifikowała się do finału, który odbył się w sobotę 13 maja 2017 roku. Piosenka otrzymała trzynasty numer startowy w kolejności i zajęła 13 miejsce z liczbą 128 punktów.
2 marca 2017 roku w serwisie YouTube premierę miało oficjalne lyric video do piosenki.

## Lista utworów
CD single
1. „My Friend” – 3:00

## Notowania na listach przebojów
| Kraj      | Lista (2017) | Miejsce |
| --------- | ------------ | ------- |
| Chorwacja | HRtop40      | 10      |